# ŽKK RMU Banovići
El ŽKK RMU Banovići es un club profesional de baloncesto femenino con sede en Banovići, Bosnia y Herzegovina. Fue fundado originalmente en 1974 y oficialmente registrado de nuevo en 1996. El equipo compite en el Campeonato de Baloncesto Femenino de Bosnia y Herzegovina, la máxima categoría del baloncesto femenino en el país. El ŽKK RMU Banovići disputa sus partidos como local en el Centro Deportivo y Cultural (SKC) de Banovići, un pabellón cubierto que funciona como sede del club para competiciones nacionales y torneos regionales.
El club ha cosechado un éxito considerable en los últimos años, consolidándose como uno de los principales equipos de baloncesto femenino del país. Entre sus logros más destacados figuran tres títulos de campeón nacional y dos victorias en la Copa de Bosnia y Herzegovina. Un hito histórico se produjo en la temporada 2017-18, cuando el equipo se mantuvo invicto durante toda la campaña y conquistó tanto la liga como la copa nacionales, un logro que le valió el reconocimiento como Club Deportivo del Año en Bosnia y Herzegovina en 2018.
El ŽKK RMU Banovići también ha participado en la Liga Adriática (WABA), donde ha competido contra algunos de los mejores equipos de la región, incluidos clubes de Serbia, Montenegro, Eslovenia y Croacia. El club alcanzó la fase de Superliga de la WABA en la temporada 2021-22, y más recientemente participó en la primera edición de la WABA Liga 2 durante la temporada 2024-25.
Meridianbet se convirtió en patrocinador oficial del ŽKK RMU Banovići en 2022.

## Palmarés
Campeonato de Bosnia y Herzegovina
- - Campeón (3): 2017-18, 2018-19, 2019-20
  - Subcampeón (1): 2015-16

Copa de Bosnia y Herzegovina
- - Campeón (2): 2018, 2020
  - Subcampeón (1): 2023

## Clasificación de la temporada
| - 2005-06: 5º - 2006-07: 7º - 2007-08: 7º - 2008-09: 8º | - 2009-10: 7º - 2010-11: 8º - 2011-12: 8º - 2012-13: 9º | - 2013-14: 10º - 2014-15: 9º - 2015-16: Subcampeón - 2016-17: ? | - 2017-18: Campeón - 2018-19: Campeón - 2019-20: Campeón - 2020-21: ? | - 2021-22: 3º - 2022-23: ? - 2023-24: 7º - 2024-25: 6º |

## Jugadores destacados
| - Merjema Bučuk - Marica Gajić - Ajla Ikanović - Dženita Ikanović - Elma Mujezinović - Melika Mujkić - Damira Musić - Maida Rahmanović-Lačić - Leona Simić | - Irena Vrančić - Dragana Zubac - Nikolina Zubac - Iolanda Cossa - Milena Vujačić - Andželika Mitrašinoviḱ - Milica Dragičević - Latinka Dušanić - Žaklina Janković | - Jelena Jozić - Ivana Marković - Čarna Prokić - Maja Šćekić - Eden Billups-Campbell - Destiny Bohanon - Quin Byrd - Aaliyah Dunham - Alexxus Gilbert | - Caitlin Jenkins - Hailey Jordan - Halie Matthews - Antoinette Thompson - Nadia Thorman-McKey - Brianna Wilson - Taylor Jones |